# Поганово
Пога̀ново (на сръбски: По̀ганово или Pòganovo) е село в Западните покрайнини, община Цариброд, Пиротски окръг, Сърбия. През 2002 година селото има 77 жители. Край селото е разположен Погановският манастир. Селото между 1878 и 1920 година е в пределите на България, но след подписването на Ньойския договор, то попада в територията на Кралство Югославия.

## История
В съкратен регистър на Пиротския кадилък от 1530 година Поганово е отбелязано като село с 42 домакинства и 3 неженени жители.

## Личности
Родени в Пога̀ново
- Есто Везенков (1911 - ?), български журналист